# Gabriel Tamaș
Gabriel Sebastian Tamaș, född den 9 november 1983 i Brașov, Brașov i Rumänien, är en rumänsk fotbollsspelare (mittback) som spelar för Astra Giurgiu.